# Estação Ferroviária de Vidago
A Estação Ferroviária de Vidago é uma interface ferroviária encerrada da Linha do Corgo, que servia a localidade e a estância termal de Vidago, no concelho de Chaves, em Portugal.

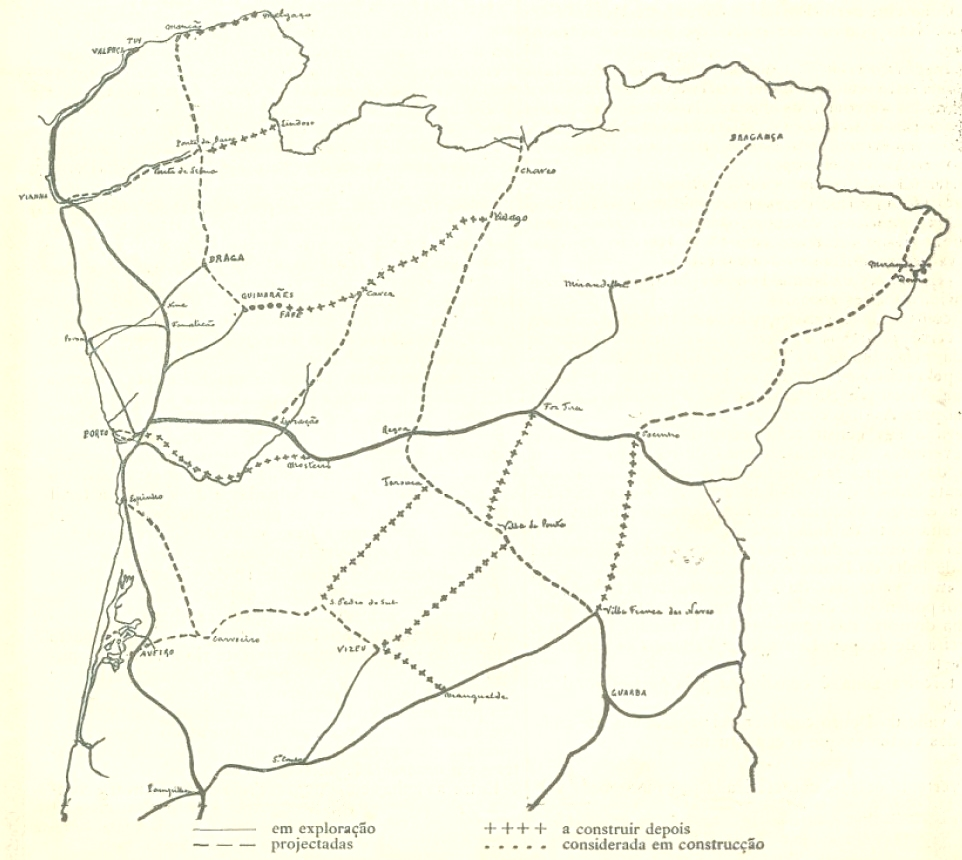
Plano da Rede Ferroviária Complementar ao Norte do Mondego, decretado em 15 de Fevereiro de 1900. Uma das linhas programadas era a do Corgo, da Régua até à fronteira Espanhola, passando por Vidago, onde entroncaria o prolongamento da Linha de Guimarães, e Chaves.

## História

### Antecedentes
O primeiro caminho de ferro a ser planeado nesta região foi o prolongamento da Linha do Porto à Póvoa e Famalicão até Chaves, que porém não passava por Vidago, indo directamente na direcção de Chaves.

### Planeamento e inauguração
Em 1887, foi estudado o troço da Linha do Valle do Tamega entre Livração e Vidago, onde iria entroncar com a Linha de Regoa a Chaves, devendo ambas as linhas ser de via larga. Com efeito, ficou estabelecido que a Linha deveria forçosamente passar por Vidago, devido à sua importante estância termal, que criaria um elevado tráfego de passageiros e mercadorias. Assim, quando a linha foi planeada, procurou-se um traçado de forma a melhor servir a estância, sem obras de grande vulto que pudessem prejudicar as nascentes de águas minerais. Por outro lado, como se previa que esta estação seria o ponto de entroncamento da Linha do Corgo com a Linha do Tâmega, pelo que deveria ser construída num local com espaço para futuramente se fazer a ligação entre ambas as Linhas.
Um diploma de 24 de Maio de 1902 autorizou o estado a adjudicar a construção do caminho de ferro da Régua até à fronteira; as bases da autorização determinaram que a terceira secção seria de Vila Pouca de Aguiar a Vidago, e a quarta secção desde aquela estação até Chaves.
Em Outubro de 1905, já se estava a estudar a ligação entre Pedras Salgadas e Vidago. Em 15 de Julho de 1907, entrou ao serviço o troço de Vila Real a Pedras Salgadas, reduzindo desde logo o percurso por estrada até Vidago e Chaves. Em Abril de 1908, o plano para o troço de Pedras Salgadas a Vidago já tinha sido enviado ao Conselho Superior de Obras Públicas. Este troço foi inaugurado em 20 de Março de 1910, pela operadora Caminhos de Ferro do Estado, tendo o lanço seguinte, até Tâmega, entrado ao serviço em 20 de Junho de 1919.

### Década de 1910

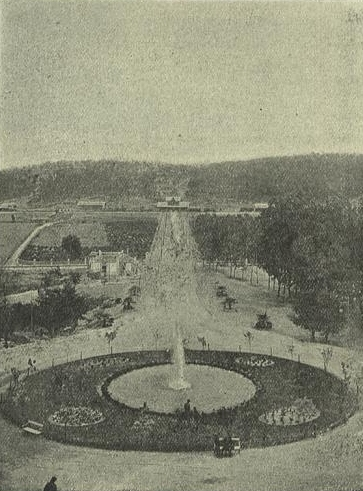
Avenida de acesso às termas do Vidago, com a estação ao fundo, nos inícios da Década de 1910

Por volta de 1913, os Caminhos de Ferro do Estado, depois de várias reclamações, modificaram os horários do comboio Rápido de Medina, de forma a que na Régua desse ligação aos comboios para Pedras Salgadas e Vidago, medida que teve grande sucesso entre os utilizadores daquelas duas estâncias termais.
Em 1913, a estação de Vidago era servida por carreiras de diligências até Boticas, Chaves e Montalegre.
Em 6 de Janeiro de 1919, chegou à Régua a coluna do major Alberto Margaride da Junta Militar do Norte, com o objectivo de conquistar Vila Real. em 25 de Janeiro, os monárquicos causam vários distúrbios em Vila Real, tendo o inspector Francisco d'Almeira Guimarães dado ordem para que o material circulante fosse retirado para Vidago, para dificultar o avanço realista sobre Chaves.

#### Décadas de 1920 e 1930
Em 1927, os Caminhos de Ferro do Estado foram integrados na Companhia dos Caminhos de Ferro Portugueses, que por sua vez os arrendou a outras companhias, tendo a exploração da Linha do Corgo sido entregue à Companhia Nacional de Caminhos de Ferro.
Em 1939, a Companhia Nacional de Caminhos de Ferro realizou obras de reparação no reservatório de Vidago.

### Integração na CP
Em 1945, foi publicada a Lei n.º 2008, que determinou que todas as empresas ferroviárias em Portugal deviam ser fundidas numa só, tendo no ano seguinte sido assinada a escritura de transferência da concessão da Companhia Nacional para a Companhia dos Caminhos de Ferro Portugueses, que começou a explorar as antigas linhas daquela empresa em 1947.

### Encerramento
O lanço da Linha do Corgo entre Chaves e Vila Real foi encerrado em 2 de Janeiro de 1990, pela empresa Caminhos de Ferro Portugueses.